# Медицинская география
Медицинская география — это междисциплинарная наука на стыке географии и медицины.
Согласно устоявшемуся определению А. Г. Воронова (1981) — это наука, изучающая влияние особенностей географической среды на здоровье человека, а также законы географического распространения болезней и других патологических состояний человека.

## Основные разделы медицинской географии
Медицинская география устойчиво определилась в системе географических наук и входит в цикл общегеографических (или природно-общественных) наук. Все разделы медицинской географии пронизывает географический подход, дающий возможность рассмотрения связей в системе «Среда — Здоровье» в пространственном аспекте.
В российской науке принято выделять следующие основные разделы медицинской географии (по А. Г. Воронову):
- Медицинское ландшафтоведение — раздел медицинской географии, направленный на изучение влияния ландшафтов на здоровье человека, а также последствий для здоровья человека антропогенных воздействий на природные комплексы;
- Медицинское страноведение — раздел медицинской географии, направленный на систематизацию и анализ информации о медико-географических особенностях территорий отдельных стран и их регионов;
- Нозогеография (или география болезней) — раздел медицинской географии, направленный на изучение географического распространения болезней или других патологических состояний человека.

Также нередко в структуре медицинской географии выделяется медицинская картография, в задачи которой входит разработка способов и приемов использования картографических методов в изучении и обобщении медико-географической информации в виде картографических произведений.
Медицинская география взаимосвязана с природной (физической) и общественной (социально-экономической) ветвями географической науки. Среди природно-географических наук медицинская география тесно взаимосвязана с биогеографией, климатологией, ландшафтоведением. Из общественно-географических наук наибольшее значение для медицинской географии представляют география населения, география сферы услуг, рекреационная география. Кроме этого, медицинская география сохраняет историческую взаимосвязь с медицинскими и биологическими науками (эпидемиология, паразитология, гигиена, ботаника, экология и др.).

## Медицинская география за рубежом
За рубежом медицинская география получила наибольшее развитие в странах Западной Европы (Великобритания, Германия, Франция) и США. Множество международных исследовательских программ, связанных в том числе с проблемами медико-географического характера, реализуются усилиями Всемирной организации здравоохранения и ее региональных подразделений.